# Alzo de Arriba
Alzo de Arriba es una entidad de población española del municipio de Alzo, perteneciente a la provincia de Guipúzcoa, en la comunidad autónoma del País Vasco.

## Toponimia
El lugar puede aparecer referido como «Alzo de Arriba», «Alzo Arriba» y «Altzo Muino».

## Historia
Hacia mediados del siglo XIX, el lugar ya formaba parte de Alzo. Aparece descrito en el segundo volumen del Diccionario geográfico-estadístico-histórico de España y sus posesiones de Ultramar de Pascual Madoz con las siguientes palabras:

ALZO DE ARRIBA: ald. en la prov. de Guipúzcoa, part. jud. de Tolosa, y una de las que componen la v. de su nombre (V.): tiene igl. parr. (la Asuncion).
(Madoz, 1845, p. 216)